# Pizzicato Verlag
Der Pizzicato Verlag Helvetia ist ein Schweizer Musikverlag, der sich seit 1992 auf Chor-, Kammer- und symphonische Musik spezialisiert.  Er wurde 1985 gegründet und hat seinen Sitz in Horgen.

## Verlagsprogramm
In dem Verlag werden Werke zeitgenössischer europäischer Komponisten, insbesondere aus der Schweiz und Slowenien veröffentlicht. Dazu zählen etwa:
- Claudio Cavadini (1935–2014)
- Gion Antoni Derungs (1935–2012)
- Uroš Dojčinović (* 1959)
- Ketil Hvoslef (* 1939)

Weiterhin veröffentlicht der Verlag Werke von wenig bekannten Komponisten aller Epochen und solche Werke bekannterer Komponisten, die im Allgemeinen nur als Bearbeitungen für andere Instrumente verfügbar sind, so z. B.:
- Partita in d-moll für Gambe (Rekonstruktion) von Johann Sebastian Bach
- Musicall Humors für Gambe (Originalfassung) von Tobias Hume
- Opera omnia (Gesamtwerk) von Alessandro Orologio (1555–1633)